# Tsenovo (huyệnị)
Tsenovo là một huyện thuộc tỉnh Ruse, Bungaria. Dân số thời điểm năm 2001 là 7975 người.